# Saipã
Saipã (em inglês: Saipan) é a maior das Ilhas Marianas do Norte, uma cadeia de quinze ilhas tropicais pertencentes ao Arquipélago das Marianas, no oceano Pacífico ocidental. Capital do protetorado norte-americano das Marianas, tem uma área de 115,39 km² e uma população de 48 220 habitantes (censo dos Estados Unidos de 2010), estimada em 2017 em 52 263 habitantes.
Sendo um dos pontos turísticos mais procurados do Pacífico, Saipã se estende por 20 km de comprimento e 9 km de largura, 200 km ao norte de Guam. O lado oeste da ilha é coberto de praias arenosas e de uma barreira de corais que forma uma grande lagoa. Seu litoral leste é coberto de escarpas rochosas e de recifes. O Monte Tapochau, uma pequena montanha coberta de visgo, é o seu ponto culminante, com 474 m de altitude.
As línguas mais faladas são o inglês e o idioma nativo chamorro, usado por cerca de 20% da população. Áreas ainda não desenvolvidas da ilha são cobertas por uma densa floresta seca chamada Tangan-Tangan. Entre as dezenas de frutas e produtos agrícolas cultivados pelos fazendeiros e pelas famílias locais, os mais importantes são banana, coco, mamão, pimenta vermelha, raízes de taro e manga. A pesca esportiva é bastante praticada fora do litoral, onde dezenas de pequenos barcos pescam atum e outras espécies de peixes da região.

## História e atualidade

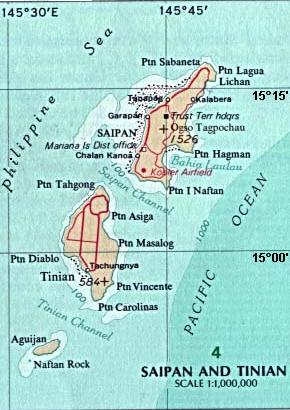
Mapa das ilhas Saipã e Tinian, no sul das Ilhas Marianas Setentrionais

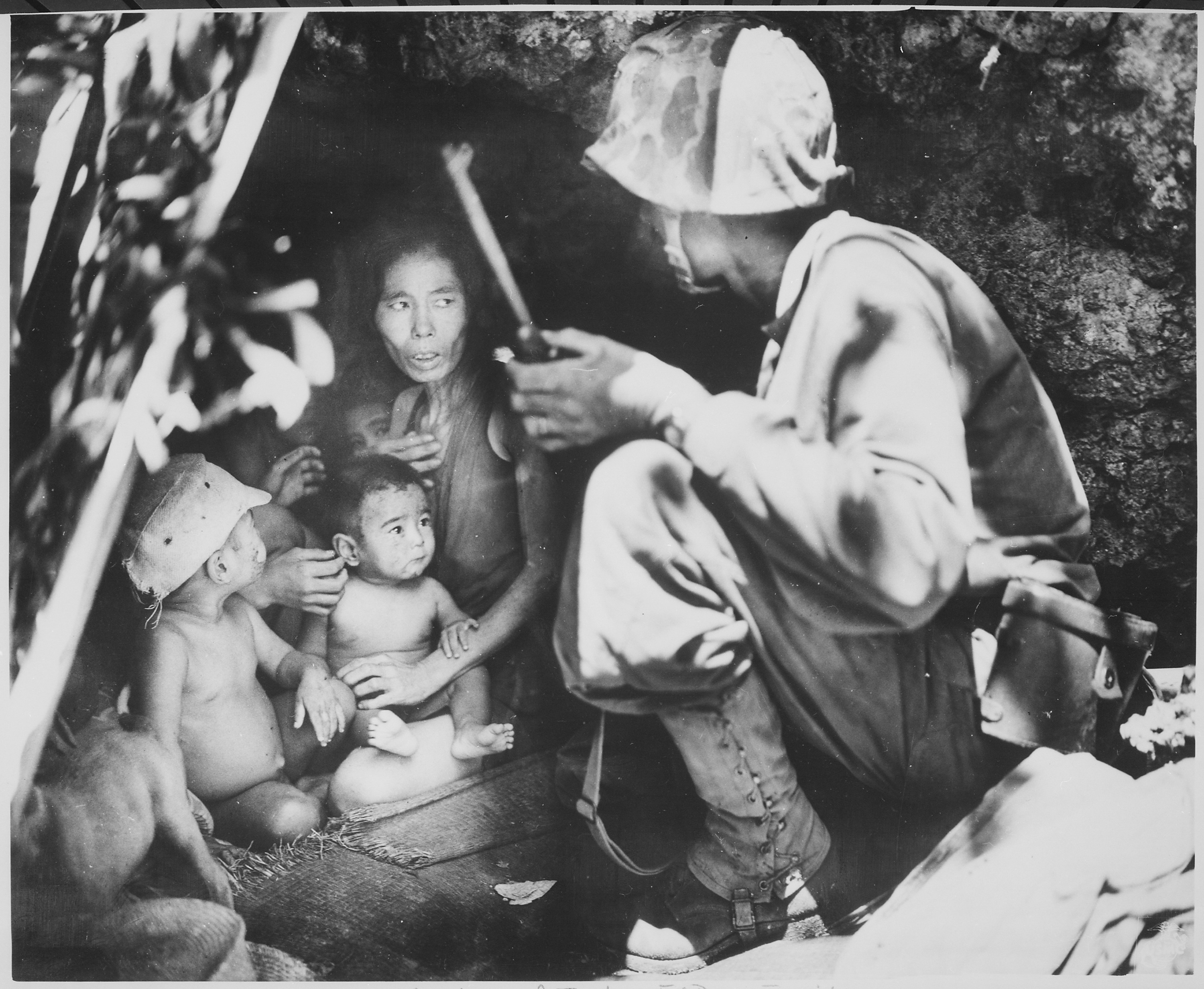
Fuzileiro conversando com civis chamorros durante a Batalha de Saipã.

Saipã e suas vizinhas Guam, Tinian e outras pequenas ilhotas que se estendem ao norte do arquipélago, foram habitadas pela primeira vez cerca de 2000 a.C. No século XVI, os espanhóis foram os primeiros europeus a travarem contato com os nativos, os Taotaomonas – hoje chamados de Chamorros, um povo com uma mistura de sangue taotaomona e espanhol  – e anexaram Saipã à Espanha como parte das Marianas.
Por volta de 1815, nativos de outras partes das Ilhas Marianas se estabeleceram em Saipã, enquanto os chamorros se encontravam aprisionados em Guam, o que causou uma grande perda de direitos e de terras destes naturais da ilha. Entre 1899 e 1914, Saipã esteve sob administração alemã, passando ao controle japonês após a I Guerra Mundial, por mandato da Liga das Nações. Durante seu período de administração, os japoneses desenvolveram largamente as indústrias de pesca e açúcar na região e a fortaleceram militarmente nos anos 30, o que resultou na presença de mais de 30 mil soldados em Saipã por ocasião da eclosão da Guerra do Pacífico e a entrada dos Estados Unidos na Segunda Guerra Mundial em dezembro de 1941. Em razão disso, em 15 de junho de 1944, durante a ofensiva aliada contra o Império do Japão no Pacífico, os marines dos Estados Unidos desembarcaram no sudoeste da ilha para retomá-la das tropas japonesas, numa batalha de três semanas de duração que ficou conhecida na história da Segunda Guerra Mundial como a Batalha de Saipã.
Após a agregação da Comunidade das Ilhas Marianas aos Estados Unidos em 1986, em que ficou definido que algumas das leis federais norte-americanas, principalmente quanto a impostos, não seriam aplicadas na região, o turismo floresceu em Saipã e demais ilhas do arquipélago, com a construção de inúmeros hotéis, se tornando o principal fator econômico do local.
Foram inauguradas fábricas têxteis que empregam trabalhadores estrangeiros deram margem a grande controvérsia e crítica nos EUA por causa das condições de trabalho de seus empregados. Estas fábricas fornecem o mercado norte-americano com vestuário a preços mais baixos graças à isenção de tarifas e são rotuladas com Made in USA. Desde 2002, entretanto, a maioria delas passou a usar o rótulo Made in Northern Mariana Islands, USA.